# 성공회 환경연대
성공회 환경연대는 2007년 12월 6일(성 니콜라 축일)에 출범한 대한 성공회(大韓聖公會)의 환경운동기관이다. 현재 최상석(아타나시오) 신부가 사무국장을 맡고 있다.